# Katri Kulmuni
Katri Briitta Ilona Kulmuni (ur. 4 września 1987 w Tornio) – fińska polityk i samorządowiec, posłanka do Eduskunty, w 2019 minister spraw gospodarczych, w latach 2019–2020 przewodnicząca Partii Centrum, od 2019 do 2020 wicepremier oraz minister finansów, deputowana do Parlamentu Europejskiego X kadencji.

## Życiorys
Absolwentka nauk społecznych na Uniwersytecie Lapońskim. Pracowała w obsłudze Poczty Głównej Świętego Mikołaja (Joulupukin Pääposti), służbie prasowej resortu spraw zagranicznych i spółce prawa handlowego Tempnor Group Oy. Zaangażowała się w działalność polityczną w ramach Partii Centrum, została wiceprzewodniczącą tego ugrupowania. W 2013 wybrana na radną miejską w Tornio, w latach 2013–2019 przewodniczyła radzie miejskiej. Była też wiceprzewodniczącą fińskiego oddziału Ruchu Europejskiego.
W 2015 po raz pierwszy została wybrana na posłankę do Eduskunty. W wyborach w 2019 i 2023 z powodzeniem ubiegała się o reelekcję.
W czerwcu 2019 powołana na urząd ministra spraw gospodarczych w koalicyjnym gabinecie Anttiego Rinne. We wrześniu tegoż roku została wybrana na nową przewodniczącą Partii Centrum. W tym samym miesiącu objęła w rządzie dodatkowo funkcję wicepremiera.
W grudniu 2019 jej partia współtworzyła nowy gabinet Sanny Marin. Katri Kulmuni objęła w nim urzędy wicepremiera oraz ministra finansów. 5 czerwca 2020 podała się do dymisji z funkcji rządowych po ujawnieniu, że przeznaczyła 56 tysięcy euro ze środków publicznych na własne szkolenia medialne (zapowiedziała zwrócenie tej kwoty). Zakończyła urzędowanie 9 czerwca. We wrześniu tegoż roku utraciła przywództwo w partii, przegrywając z Anniką Saarikko. W 2024 została wybrana do Europarlamentu X kadencji.